# Jack Worrall
John Worrall (bekannt als Jack Worrall; * 21. Juni 1861 in Maryborough, Australien; † 17. November 1937 in Fairfield, Australien) war ein australischer Cricket und Australian-Football-Spieler, der zwischen 1885 und 1899 für die australische Cricket-Nationalmannschaft spielte.

## Aktive Karriere

### Cricket
Sein First-Class-Debüt gab er in der Saison 1883/84 und spielte in der Folge für Victoria. Er gab sein Test-Debüt bei der Tour gegen England in der Saison 1884/85 und konnte dabei 34 Runs erreichen. Nach einem weiteren Einsatz bei der Ashes Tour 1886/87, wo er nicht herausragte, wurde er für die Ashes Tour 1888 nach England mitgenommen. jedoch hatte er auch hier nur wenig Erfolg. So dauerte es mit Januar 1895, bis er wieder ins Nationalteam kam. Drei Jahre später konnte er dann gegen England ein Fifty über 62 Runs erreichen. Seine beste Tour hatte er dann jedoch als er in der Saison 1899 nach England reiste. Nach je einem Fifty im dritten (76 Runs) und vierten (53 Runs) Test, konnte er im abschließenden zwei Fifties (55 & 75 Runs) erzielen und sicherte so den knappen Serien-Sieg. Dies war das Ende seiner internationalen Karriere. Sein letztes First-Class-Spiel für Victoria bestritt er in der Saison 1901/02. Seine Karriere musste er auf Grund einer Knieverletzung frühzeitig beenden.

### Australian Football
Neben Cricket war Worrall auch im Australian Football früh herausragend und spielte für Ballarat. Auf einer Geschäftsreise nach Melbourne wurde er von Fitzroy ins Team aufgenommen und war später ihr langjähriger Kapitän.

## Nach der aktiven Karriere
Worrall betätigte sich sowohl als Cricket-, als auch als Auatralian-Football-Trainer und betreute dort seine ehemaligen Teams. Er war zusammen mit Con Hickey einer der treibenden Kräfte hinter der Gründung der Victorian Football League und des Australian National Football Councils. Auch arbeitete er als Sport-Journalist bei The Australasian und kümmerte sich dabei vorwiegend um die beiden Sportarten, die er selbst ausgeübt hatte. Er verstarb im November 1937 im Alter von 74 Jahren.